# Kronologija Domovinskog rata: veljača 1995.

### 2. veljače
- Za ratnih sukoba iz BiH prognano oko 400 000 Hrvata, a od potpisivanja Washingtonskog sporazuma više od 50 000 Hrvata, kaže se u pismu Zajednice prognanika Herceg-Bosne predsjedniku Tuđmanu.[1]
- U Parizu tvrde da je šef njemačke diplomacije Klaus Kinkel telefonski pristao na održavanje nove međunarodne konferencije o bivšoj Jugoslaviji.[1]
- Plan kontaktne skupine Z4 krojili su veleposlanici: Peter Galbraith (SAD), Leonid Kerestedžijanc (Rusija), Jean-Jacques Gaillarde (Francuska), Geert Ahrens (Ženevska konferencija), Alfredo Mattcota Cordella (Ženevska konferencija), a glavni mu je dio Ustavni sporazum o Krajini, koji praktički daje Srbima u Hrvatskoj državu u državi.[1]

### 4. veljače
- New York Times, Hrvatskoj inače nesklon, izravno optužio Miloševića da je nagovorio krajinske Srbe da odbiju mirovni plan Z4, te da je pokazao svoje pravo lice, lice varalice.[1]

### 5. veljače
- U Münchenu, u sklopu 32. konferencije o sigurnosti, razgovarali ministri obrane Hrvatske i SAD, Gojko Šušak i William J. Perry, a Šušak razgovarao i s članovima američkog izaslanstva koje je vodio predsjedatelj Konferencije o Federaciji BiH Richard Holbrook.[1]
- München bio i domaćin Konferencije o Federaciji Hrvata i Muslimana u BiH, hrvatsku delegaciju predvodio dr. Mate Granić, a bosansku premijer Haris Silajdžić i predsjednik Federacije BiH Krešimir Zubak.[1]
- Kontaktna skupina za BiH u Münchenu postavila zahtjev Beogradu da prizna Hrvatsku i BiH u njihovim međunarodno priznatim granicama.[1]

### 6. veljače
- U Zagrebu jučer preminuo inž. Drago Stipac, predsjednik Hrvatske seljačke stranke od njenog ujedinjenja 1991. do prosinca 1994., kada je izabran za prvog počasnog predsjednika HSS-a.[1]
- U Hrvatskoj nema stranih plaćenika, već samo dobrovoljaca, zaključak je posebnog izvjestitelja UN Enriquea Bernallesa Ballestrosa.[1]

### 7. veljače
- UNPROFOR u Zagrebu priznao da srpski zrakoplovi i helikopteri polijeću s Udbine za Bosnu, a to su činili čitav prošli tjedan.[1]
- Sastanak predsjednika Tuđmana, Izetbegovića i Miloševića trebao bi se održati u Parizu, izjavio francuski ministar vanjskih poslova Alain Juppe:[1]

### 8. veljače
- Šef jugodiplomacije Vladimir Jovanović objavio uvjete Beograda za međudržavna priznanja: državni kontinuitet i međunarodno pravni subjektivitet SRJ.[1]

### 9. veljače
- Pod predsjedanjem predsjednika Republike Hrvatske dr. Franje Tuđmana u Predsjedničkim dvorima održana sjednica hrvatske Vlade na kojoj su usvojeni zaključci o provedbi državne politike.[1]
- PRISTANKOM na plan Z-4 kontaktne skupine Hrvatska bi se našla u kolonijalnom položaju, zaključak je Komisije za Ustav, Poslovnik i zakonodavstvo Županijskog doma hrvatskog Sabora.[1]

### 10. veljače
- Ne odstupamo od bitnih nacionalnih interesa, u planu Z-4 za Hrvatsku je prihvatljivo samo to što se traži mirno rješenje u okviru granica Republike Hrvatske, rekao na konferenciji za novinare u Zagrebu predsjednik Tuđman.[1]
- Hrvatski i bosanski Srbi, zajedno s Abdićevom vojskom, silovito napadaju Bihać, javlja sarajevski radio.[1]
- Na bihaćko ratište ovih dana stiglo 2.000 specijalaca iz Kraljeva u Srbiji, koji su bez problema prešli granicu na Drini pokraj promatrača UN.[1]
- UN sumnjiči Srbiju da namjerno ometa promatrače na granici između Srbije i BiH kako bi dalje mogla opskrbljivati bosanske Srbe ratnim materijalom.[1]
- Zašto primjer autonomije Aalandskog otočja nije primjenljiv u Hrvatskoj: Šveđani na Aalandu svoj spor s Finskom riješili su političkim putem, dok su Srbi digli ustanak u cilju odcjepljenja dijela Hrvatske, počinivši pritom najteže zločine, komentira ponuđeni plan Z-4 u Večernjem listu dr. Ljubomir Antić.[1]

### 11. veljače
- Teška, gotovo dramatična situacija u hrvatskom naselju Podbrežje kod Zenice, gdje muslimanska postrojba El Mudžahedin, u kojoj je i 100 fundamentalista iz islamskih zemalja, maltretira preostale Hrvate.[2]
- Raspolažemo s vrlo pouzdanim podacima da Rusija šalje izravnu pomoć Karadžiću u oružju i plaćenicima: prema nekim informacijama u postrojbama bosanskih Srba je više od 2.000 plaćenika iz Rusije, tvrdi u intervjuu za Večernji list general Armije BiH Jovan Divjak.[2]

### 12. veljače
- Američki veleposlanik u Sarajevu Viktor Jakovich izjavio da njegova vlada pozitivno gleda na prijedlog o sazivanju sastanka Tuđman - Izetbegović - Milošević u Parizu.[2]
- General-bojnik Đuro Dečak u Bjelovaru izabran za novog predsjednika Udruge hrvatskih veterana domovinskog rata, umjesto dosadašnjeg predsjednika generala zbora u mirovini Martina Špegelja.[2]
- Turanj, nakon odlaska muslimanskih izbjeglica iz zapadne Bosne, postao prava karlovačka ekološka bomba, tako da je vatra jedino sredstvo za sprečavanje zaraze.[2]
- Srpske snage i dalje napadaju bihaćku enklavu, usprkos dogovorenom prekidu vatre, javlja Reuter.[2]
- U Tuzli skupina vojnika Armije Bi H nasilno uselila u kuće izbjeglih Hrvata i Srba, a muslimansko vojno zapovjedništvo traži od civilnih vlasti da se izmijeni sadašnji zakon koji onemogućava otvaranje stanova i kuća u kojima sada nitko ne živi, kako bi u njih uselili izbjeglice iz drugih dijelova BiH.[2]
- Hrvati i dalje panično bježe iz Banje Luke, rekao za Večernji list banjalučki biskup dr. Franjo Komarica.[2]
- The International Herald Tribune, iz pera Flore Lewis, ponovno nudi oživljavanje Jugoslavije. U komentaru pod naslovom Jugoslavensko rješenje je Jugoslavija, ona predlaže labavu jugoslavensku konfederaciju.[2]

### 13. veljače
- Zapovjednistvo Zbornog područja Gospić priopćilo da je jučer onemogućen pokušaj upada neprijateljske diverzantske grupe na slobodan teritorij Republike Hrvatske na području Ribnika, a incident se dogodio u blizini UNPROFOR-a.[2]
- Predsjednik HSLS-a Dražen Budiša boravi u višednevnom posjetu Federaciji BiH.[2]
- Hrvata u Sarajevu, prema neslužbenim procjenama, ima još oko 30.000.[2]
- Goliju, planinu visoku preko 1.800 metara, što se kao klin zabila između Livna i Glamoča, u potpunosti kontrolira HVO.[2]
- U Beograd će uskoro stići inspektori Europske unije, koji će pregledati kataloge i muzejske depoe u Beogradu i Novom Sadu, kako bi ustanovili što je srpska država spasila od umjetničkih djela iz Hrvatske.[2]
- Srpski lobby u SAD, preko Carterova centra, izdao knjigu stanovite Florence Hamlish Levishon Belgrade: Amongs the Serbs, s tezom da je rat u bivšoj (navode stavlja autorica) Jugoslaviji građanski rat.[2]
- Međunarodni sud za ratne zločine učinjene na području bivše Jugoslavije objavio da su podignute optužnice protiv 21 Srbina za ratne zločine i zločine protiv čovječnosti učinjene u logoru Omarska u BiH.[2]

### 14. veljače
- Francuska već pripremila dnevni red za trojni sastanak u Parizu Tuđmana, Miloševića i Izetbegovića: međusobno priznanje (triju) država; potvrđivanje suglasnosti za mirovni plan za BiH; prihvaćanje kompromisa o krajini; suspenzija međunarodnih sankcija prema Srbiji i Crnoj Gori.[2]
- Predsjednik Tuđman primio u Zagrebu upravitelja Europske unije u Mostaru Hansa Koschnika, te istaknuo hrvatsku potporu oživotvorenju Federacije BiH i njezine konfederacije s Hrvatskom, u kojem sklopu se mora gledati i pitanje Mostara, dok se Koschnik izjasnio za Mostar kao jedan grad, bez podjele na dva geta.[2]
- Njemačka predlaže Hrvatskoj novi mandat UNPROFOR-a, jer bi povlačenje UNPROFOR-a bilo katastrofalno po reputaciju UN-a i vodilo bi u sveopći rat, javlja iz Washingtona Associated Press.[2]

### 15. veljače
- Konstituiran saborski Odbor za mirnu reintegraciju hrvatskih okupiranih područja, a kao temelj reintegracije je povratak prognanika.[2]
- Zajednica prognanika Hrvatske ogorčena planom Z-4, jer im ničim ne jamči ni povratak, niti mirnu reintegraciju privremeno okupiranih područja, tako da je za njih potpuno neprihvatljiv.[2]
- Glavni tajnik UN-a Boutros Ghali smatra da je uloga UN-a na području bivše Jugoslavije nezamjenjiva.[2]
- Američki državni tajnik Warren Christopher smatra da predsjednik Tuđman ozbiljno griješi u prosudbama na kojima temelji odluku o prekidu mandata UNPROFOR-a u Hrvatskoj.[2]

### 16. veljače
- Predsjednik Tuđman primio u Predsjedničkim dvorima prognanicu iz Vukovara Katu Šoljić, majku četvorice poginulih hrvatskih branitelja, izrazivši nadu kako će se prognanici mirnim putom vratiti u svoje domove, a Vukovar i cijela Hrvatska bit će oslobođeni.[2]
- Saborski Odbor za unutarnju politiku i nacionalnu sigurnost ocijenio da je plan Z-4 udar na suverenitet Hrvatske.[2]
- Pobunjeni okučanski Srbi najavili da će naplaćivati cestarinu na autocesti od Novske do Dragalića.[2]
- Prestajanjem postojanja Republike BiH prestat će postojati i Hrvatska Republika Herceg-Bosna, ali ostat će Bosna i Hercegovina kao federacija i u njoj Herceg-Bosna kao institucija hrvatskog naroda u BiH, izjavio u intervjuu za Večernji list Mile Akmadžić, dopredsjednik Vlade HR Herceg-Bosne i predsjednik hrvatske komisije za pregovore s bošnjačkom i srpskom stranom u BiH.[2]
- Alija Izetbegović istaknuo u sarajevskom Oslobodenju da bošnjačka strana gleda na Federaciju BiH kao na jednu etapu na putu reintegracije BiH u međunarodno priznatim granicama.[2]
- Washington formulirao dva dodatna uvjeta Miloševiću: uz diplomatsko priznanje bivših jugoslavenskih republika, mora dopustiti i radarsku kontrolu granice na Drini i ne smije se umiješati u rat u Hrvatskoj, ako bi do njega došlo.[2]
- Hrvatsko stajalište o Prevlaci je jasno: Prevlaka i rt Oštro dio su nedjeljivog hrvatskog teritorija, ono što treba raspraviti je granična crta na moru, izjavio za Vjesnik prof. dr. Hrvoje Kačić, predsjednik državne Komisije za granice.[2]

### 17. veljače
- Predali smo 2.847 zahtjeva za traženje, tako da nema niti jedne osobe koju tražimo a za koju ovoga trenutka ne zna i druga strana, rekao u Zagrebu nakon dvodnevnog sastanka u Beogradu o nestalima i nasilno odvedenim osobama bojnik Ivan Grujić, predsjednik Vladine Komisije za zatočene i nestale.[2]
- Nestali Hrvati žrtve su etničkog čišćenja, rekao u Ženevi voditelj specijalnih procesa za traženje nestalih na području bivše Jugoslavije prof. Manfred Nowak.[2]
- Nakon otkrića Bauerove zbirke umjetnina darovane Vukovaru u Novom Sadu, Hrvatska će tražiti povrat umjetnina, rečeno novinarima u Uredu Predsjednika Republike.[2]

### 18. veljače
- Vijeće sigurnosti UN-a, zatražilo hitan prekid borbi oko Bihaća, osudivši ometanje dostave humanitarne pomoći.[2]
- Odbor za sankcije Vijeća sigurnosti UN-a, na zahtjev Rusije, odobrio isporuku plina Srbiji za humanitarnu namjenu.[2]
- Trgovina benzinom između Albanije i Crne Gore, kojom se krši embargo protiv tzv. SR Jugoslavije, poprimila tolike razmjere da od transporta benzina Skadarskom jezeru prijeti ekološka katastrofa.[2]

### 19. veljače
- U Karađorđevu razgovarali srbijanski predsjednik Slobodan Milošević i ruski ministar vanjskih poslova Andrej Kozirev o najnovijim inicijativama međunarodne zajednice za mirno rješenje sukoba na prostoru bivše Jugoslavije.[2]
- U svjetskim medijima veliki publicitet dobila svadba stoljeća u Srbiji, ženidba ratnog zlikovca i kriminalca Arkana i pevaljke Cece, koje u Srbiji uzdižu do mitskih junaka.[2]

### 20. veljače
- Ruski ministar vanjskih poslova Kozirev u trodnevnim razgovorima s Miloševićem u Karađorđevu podržao sve srpske zahtjeve.[2]

### 21. veljače
- U Zagrebu razgovarali predsjednik Tuđman i potpredsjednik Europske komisije Hans van den Broek o suradnji Hrvatske i EU-a. Poslije razgovora potpredsjednika Vlade i ministra vanjskih poslova, Mate Granića i povjerenik Komisije Europske unije Hansa van den Broeka, predstavnika EU-a rekao novinarima da je vrlo važno da Srbija prizna Hrvatsku u njezinim međunarodno priznatim granicama i tripartitni summit za koji je Francuska dala inicijativu.[3]
- Pobunjeni Srbi nastavljaju svojatati sisačko predgrađe Caprag, u kojem su Željezara i Rafinerija, te bi naplaćivali poreze i doprinose od Siska, što je na hrvatskoj strani izazvalo - smijeh.[3]
- Stalni narodni sud u Bernu osudio etničko čišćenje u BiH, ocijenivši posebice da su Muslimani žrtve sustavno provedenih ratnih zločina.[3]
- Miloševićevo odbijanje francuskog plana, koji je u međuvremenu dobio žig Europske unije i kontaktne skupine, Pariz smatra Miloševićevim podizanjem cijene kako bi što više dobio od Zapada, a na što ga je nagovorio ruski ministar Kozirev u Beogradu.[3]

### 22. veljače
- Karadžić i Martić sastavili zajedničko vrhovno vijeće obrane, što bi značilo da će pobunjeni hrvatski Srbi vojno pomagati bosanskim Srbima i obratno.[3]

### 23. veljače
- Američki veleposlanik u BiH Viktor Jakovich, u intervjuu za Večernji list istaknuo da više neće biti sukoba između Hrvata i Bošnjaka, da se mora pojačati pritisak na bosanske Srbe, te da nova Jugoslavija više nije moguća nikada, a za Beograd rekao da je prekršio gotovo svaki dogovor koji je potpisao.[3]
- The New York Times, iz pera svog dopisnika Rogera Cohena, opisuje stanje u Zenici, posebice se osvrćući na nazočnost mudžahedina, koji izazivaju napetosti u bosanskom savezu Hrvata i Muslimana.[3]
- Srpski mediji odigrali su negativnu ulogu u ratovima u Hrvatskoj i BiH, izazivajući nacionalnu mržnju, piše u svom izvješću Tadeusz Mazowiecki o stanju javnih glasila na području bivše Jugoslavije.[3]

### 24. veljače
- Tridesetprvi ožujka vjerojatno će značiti samo formalni kraj mandata UNPROFOR-a. Niti će toga dana UNPROFOR nestati iz Hrvatske niti će Hrvatska toga dana krenuti u rješavanje problema okupiranih područja drugim sredstvima. Dramatičnost 31. ožujka vole pothranjivati oni koji žele zadržati status quo, rekao u intervjuu za Večemji list Miomir Žužul, hrvatski veleposlanik pri UN u Ženevi.[3]
- EU nije sudjelovao u svečanom otvaranju mosta koji spaja hrvatske dijelove Mostara.[3]
- Prvi hrvatski gardijski zdrug, elitna postrojba Hrvatske vojske, čiji pripadnici brane domovinu još od 1990. godine, u Rakitju kraj Zagreba proslavio prvu obljetnicu postojanja.[3]
- Na sjednici Arhijerijskog sinoda Srpske pravoslavne crkve u Bijeljini, kojom je predsjedao patrijarh srpski Pavle, bili prisutni i Radovan Karadžić i Milan Martić.[3]

### 25. veljače
- Na proslavi pete obljetnice održavanja Prvog općeg sabora Hrvatske demokratske zajednice, u dvorani Cibone u Zagrebu govorio predsjednik Republike Hrvatske i predsjednik HDZ-a dr. Franjo Tuđman, te istaknuo da je održavanje Prvog sabora HDZ-a 1990. godine bilo od povijesnog, sudbonosnog značenja, a Hrvatskoj demokratskoj zajednici, bez ikakve dvojbe, pripadaju najveće zasluge da je hrvatski narod mogao preuzeti svoju sudbinu u svoje ruke.[3]
- Najveći dio slučajeva nestalih u Hrvatskoj je rezultat vrlo precizne, planirane i organizirane politike etničkog čišćenja koju su provodili JNA i paravojne snage poput Šešeljevih bijelih orlova, Arkanovih tigrova i drugih, istaknuo u intervjuu za Večernji list dr. Manfred Nowak, profesor ustavnog prava u Beču i voditelj specijalnih procesa UN-a u Ženevi za traženje nestalih osoba na području bivše Jugoslavije.[3]
- Ministar vjera u Republici Srpskoj, Dragan Davidović zabranio održavanje Bosansko-hercegovačke biskupske konferencije u Banjaluci.[3]
- Traženje Beograda da se stvori osovina Atena - Beograd, ne dolazi u obzir, rekao grčki ministar obrane Gersasimos Arsenis u Sofiji.[3]

### 26. veljače
- RAT ne zazivamo, ali poručujemo svima da je Hrvatska vojska sposobna osloboditi svaku stopu hrvatske zemlje, rekao u Varaždinu na obilježavanju druge obljetnice 7. gardijske brigade ministar obrane Gojko Šušak.[3]
- Četnici iz istočne Hercegovine napali crte obrane na širem području Dubrovnika, na što je Hrvatska vojska uputila oštar prosvjed UNPROFOR-u.[3]
- Uzaludni zahtjevi:prognanika Brodsko-posavske županije UNPROFOR-u da posjete svoja sela, jer je on i ovaj put potvrdio da bez pobunjenih Srba ne može ništa odlučiti:[3]

### 27. veljače
- Ministar vanjskih poslova dr. Mate Granić govorio u Ženevi pred Komisijom UN za ljudska prava gdje je najavio novi model koji Hrvatska priprema, prema kojem bi se osoblje UNPROFOR-a iz Hrvatske povuklo sigurno i dostojanstveno, a bilo bi zamijenjeno posebnim snagama koje bi nadzirale hrvatsku međunarodno priznatu granicu i provedbu potpisanih sporazuma.[3]
- Predsdjednik Republike Turske Suleyman Demirel doputovao u posjet Hrvatskoj.[3]
- Glavni tajnik UN B.B. Ghali, nakon razgovora s predsjednikom Austrije Thomasom Klastilom, izjavio kako samo Zagreb zahtijeva povlačenje postrojbi UN do kraja ožujka, ali da će on nastojati da UNPROFOR ostane u Hrvatskoj.[3]
- Vojsku tzv. SRJ sve češće potresaju skandali i brzopleta smjenjivanja generala.[3]

### 28. veljače
- Odbor za Ustav, Poslovnik i politički sustav Sabora RH konstatirao da je plan Z-4 suprotan hrvatskom Ustavu, jer predviđa federalizaciju i konfederalizaciju Hrvatske, te kao takav je neprihvatljiv.[3]
- SR Jugoslavija i Rusija potpisale ugovor o vojnoj suradnji, to je rezultat posjeta Moskvi jugoslavenskog ministra obrane Pavla Bulatovića i susreta s ruskim kolegom Pavelom Gračovom.[3]